# Abraham Kurland
Abraham Kurland (Odense, Dinamarca, 10 de junio de 1912-14 de marzo de 1999) fue un deportista danés especialista en lucha grecorromana donde llegó a ser subcampeón olímpico en Los Ángeles 1932.

## Carrera deportiva
En los Juegos Olímpicos de 1932 celebrados en Los Ángeles ganó la medalla de plata en lucha grecorromana estilo peso ligero, tras el luchador sueco Erik Malmberg (oro) y por delante del alemán Eduard Sperling (bronce).